# Allison Crowe
Allison Louise Crowe (Nanaimo, 16 novembre 1981) è una cantautrice e pianista canadese.
Originaria di Nanaimo, Columbia Britannica, attualmente vive a Corner Brook, Terranova e Labrador, Canada. Incide per la propria etichetta, la Rubenesque Records Ltd. (fondata nel 2003 e commercializzata dalla Festival Distribution). I suoi primi album, Secrets e Tidings, sono stati pubblicati nel 2004, all'età di 22 anni (Tidings era stato precedentemente pubblicato come EP nel 2003). Il doppio album Live at Wood Hall, registrato dal vivo in tour, è stato pubblicato nel luglio del 2005. Ha realizzato, per il proprio fan club, un DVD, contenente le esibizioni live-in-the-studio effettuate durante la registrazione di Tidings, nel novembre 2005.

## Biografia
Di origini irlandesi, scozzesi e dell'isola di Man, Crowe è cresciuta ascoltando musica jazz, classica, e rock, e subendo le influenze di musicisti come Ani DiFranco, Pearl Jam, Tori Amos e Counting Crows. Suona una musica che fonde tutti questi generi, rendendo difficile una classificazione del suo stile: nei download di Amazon.com è stata presente, contemporaneamente, nelle classifiche riservate ai cantautori rock, blues, jazz, Broadway e British & Celtic folk.
Tra le sue caratteristiche principali si distinguono la sua notevole abilità nelle apparizioni dal vivo e la peculiarità della sua voce, la cui naturale forza è stata paragonata a quella di Mahalia Jackson. Si accompagna solitamente con il pianoforte. Il suo stile percussivo, caratterizzato da una grande fisicità è stato avvicinato a quello dei pionieri del R&B e del rock and roll come Fats Domino. Predilige esibirsi come solista, benché abbia anche fatto parte di formazioni musicali, in particolare di un trio noto come the Allison Crowe Band ( dal 2000 al 2003).
Il suo repertorio personale ha uno stile molto variegato, che, come detto, attraversa ed reinterpreta numerosi generi musicali. Una sua canzone, Whether I'm Wrong, composta all'inizio del 2003, è stata selezionata per l'iniziativa, avallata anche dall' UNESCO, New Songs for Peace. È, tuttavia, molto apprezzata anche per le sue interpretazioni di canzoni di altri autori, da Jerome Kern ai Pearl Jam, passando per John Lennon, Joni Mitchell e Leonard Cohen. La sua interpretazione della canzone Hallelujah (di Leonard Cohen) è stata nominata Record of the Week da Record of the Day (UK) nell'agosto 2004 e di nuovo nel novembre del 2005.
Ha effettuato tour in Canada e nel nord-est degli Stati Uniti. Due eventi di un'ora sono stati trasmessi in televisione in Canada, in occasione del suo spettacolo Allison Crowe: Tidings a partire dal dicembre 2003. Verso la fine del 2005 ha tenuto una serie di concerti in Europa, con tappe a Dublino, Londra, Monaco, Francoforte, Amsterdam e Parigi. Nella primavera del 2006, Allison Crowe ha realizzato un tour coast-to-coast nel suo paese, effettuando la maggior parte degli spostamenti con i treni della compagnia VIA Rail Canada.
Nell'ottobre del 2006, ha pubblicato il suo nuovo album, This Little Bird, la cui registrazione è cominciata a partire dal febbraio 2006 nella sua nuova casa di Corner Brook. È stato successivamente completato a Vancouver, e a Salt Spring Island, Columbia Britannica. A seguito della pubblicazione dell'album This Little Bird, ha tenuto una serie di concerti che ha toccato Inghilterra, Irlanda, e Scozia. Un nuovo album, dal titolo provvisorio di Aquarius Rising, era atteso per i primi mesi del 2008 ma non ha mai veduto la luce.
A seguito di una serie di concerti dagli ottimi risultati in Germania, Repubblica ceca e Austria, Allison Crowe tornò in Canada e - nell'estate del 2009 - raccolse le canzoni per un nuovo album da intitolare Spiral. L'album raccoglie alcuni inediti precedentemente selezionati per Aquarius Rising, insieme a nuove canzoni e cover. Spiral è uscito il 17 marzo 2010.

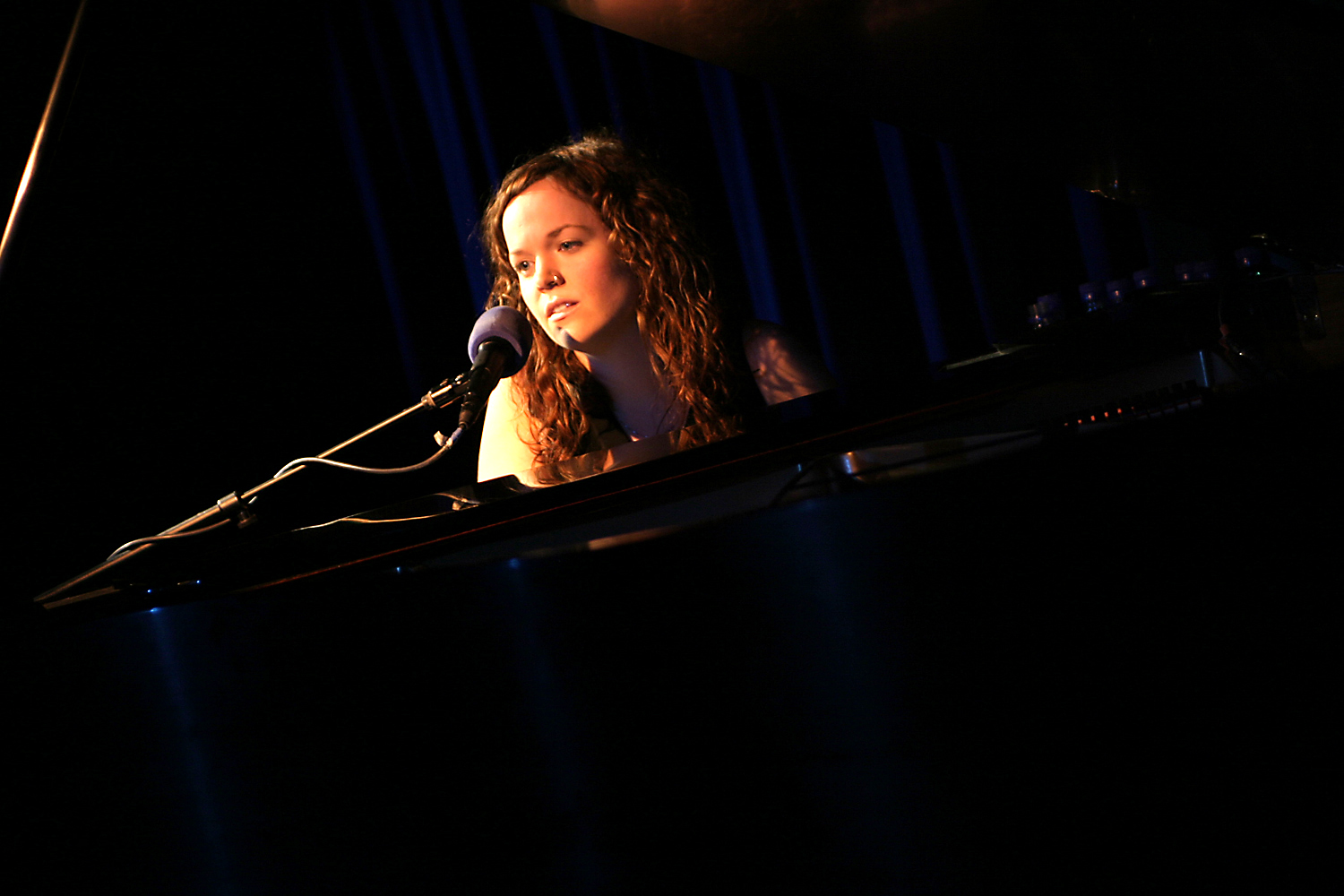
Allison Crowe in concert

## Discografia
Dopo i primi contatti con l'industria discografica, nel 2003, sulle orme degli esempi di Ani DiFranco e Loreena McKennitt, Allison Crowe ha creato la propria etichetta, la Rubenesque Records Ltd. Con essa ha pubblicato in maniera indipendente i seguenti lavori.

### Album

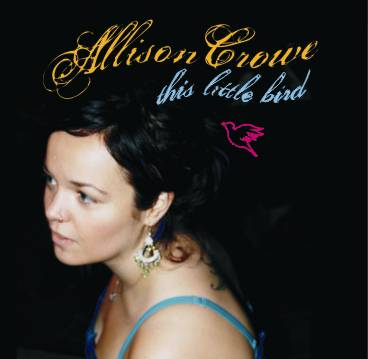
This Little Bird (2006)

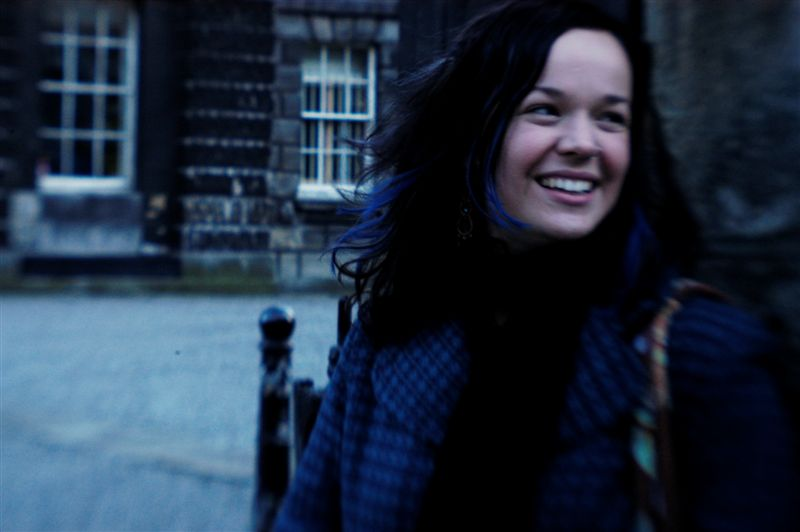
Allison Crowe, Dublin

- Lisa’s Song + 6 Songs (2003) (EP; precedenti versioni: 6 Songs e 6 Songs +)
- Tidings: 6 Songs for the Season (2003) (EP)
- Secrets (2004) debutto solista
- Tidings (2004) (versione ampliata del precedente Tidings: 6 Songs for the Season)
- Allison Crowe:Live at Wood Hall (2005) (doppio album dal vivo)
- This Little Bird (2006)
- Little Light (2008) solo e acustico
- Spiral (2010), con orchestra

### Compilation
- Open Minds Open Windows: Songwriter's Stories (2003) musicisti canadesi dell costa occidentale
- It Was 40 Years Ago Today (2004) tributo indie, punk, alternative ai Beatles
- Christmas in Rock Vol. 4 (2005) versione tedesca di canzoni di Natale

### Video
- Inside Pandora's Box: Allison Crowe (2002) (televisione, trasmessa in Canada)
- Allison Crowe: Tidings (2003) (televisione, trasmessa in Canada)
- Tidings (2005) (DVD pubblicato per il fan club)

## Multimedia

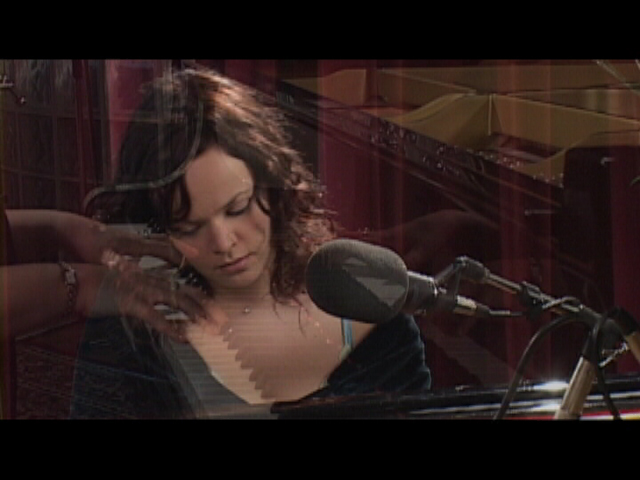
Allison Crowe video capture

- "Hallelujah" (Leonard Cohen) live-in-the-studio – video (Windows Media)
- "Hallelujah" (Leonard Cohen) live-on-tv – video (Windows Media)
- "In My Life" (The Beatles) live-in-the-studio – video (Windows Media)
- "Let It Be" (The Beatles) live-in-the-studio – video (Windows Media)
- “River” (Joni Mitchell) live-in-the-studio – video (Windows Media)
- "Angel" (Sarah McLachlan) live-on-tv – video (Windows Media)
- “Whether I'm Wrong” live-in-the-studio – video (Windows Media)
- “Skeletons and Spirits” live-on-tv – video (Windows Media)
- Allison Crowe's first national tv interview - with Vicki Gabereau (Windows Media)
- “Crayon and Ink” live on Vicki Gabereau tv show – video (Windows Media)
- “Scared” Transmission2video (Windows Media)
- “What Child Is This” live-on-tv – video (Windows Media)
- “O Holy Night” live-on-tv – video (Windows Media)
- "In the Bleak Midwinter" live-on-tv – video (Windows Media)
- "Silent Night" live-on-tv – video (Windows Media)
- "The First Noel" live-in-the-studio – video (Windows Media)
- “Midnight” video, su steadiman.com. URL consultato l'8 novembre 2007 (archiviato dall'url originale il 24 ottobre 2007).
- "Time After Time" (Cyndi Lauper, Rob Hyman) live home-movie (Windows Media)
- “Northern Lights” – video w. David Cartier images of Aurora Borealis

## Cover
- A Case of You - Joni Mitchell
- A Murder of One - Counting Crows
- Angel - Sarah McLachlan
- Believe Me If All (Those Endearing Young Charms) - tradizionale irlandese (words by Sir Thomas Moore)
- Bill - Jerome Kern, P.G. Wodehouse & Oscar Hammerstein II (da Show Boat)
- Darling Be Home Soon - The Lovin' Spoonful
- Hallelujah - Leonard Cohen
- I Dreamed a Dream - Alain Boublil & Claude-Michel Schönberg (dal musical Les Misérables)
- Independence Day - Ani DiFranco
- Indifference - Pearl Jam
- I Never Loved a Man (The Way I Love You) - Ronnie Shannon
- In Love in Vain - Jerome Kern & Leo Robin
- Imagine - John Lennon
- In My Life - The Beatles
- Let It Be - The Beatles
- Me and Bobby McGee - Fred Foster & Kris Kristofferson
- Playboy Mommy - Tori Amos
- Raining in Baltimore - Counting Crows
- Release - Pearl Jam
- River - Joni Mitchell
- Shine a Light - The Rolling Stones
- 32 Flavors - Ani DiFranco
- Time After Time - Cyndi Lauper, Rob Hyman
- Throw Your Arms Around Me - Hunters and Collectors
- Who Will Save Your Soul - Jewel